# Гільдійна система
Гільдійна система - багатоступенева система відбору в еліту, яка передбачає багато інституціональних фільтрів і вузьке коло селекторату.
Систему гільдій характеризують:
закритість, відбір претендентів на більш високі пости з нижчих верств самої еліти (шлях вгору - повільний та еволюційний);
наявність високих вимог для заняття посад (партійність, стаж, вік, освіта, персональна характеристика керівництва тощо);
закрите коло селекторату (люди, що здійснюють відбір), до якого входять лише члени керівного органу влади (бюро, ради), або питання вирішує один керівник (президент, голова уряду, фірми тощо);
тенденція відтворення вже існуючого типу еліти: тоталітарного, авторитарного, демократичного.
Гільдійна система може панувати лише в політизованих суспільствах, де утвердився номенклатурний спосіб посідання керівних постів лише за ознакою належності до правлячої партії. Номенклатура - основа системи “вождізму”, вона домінує в усіх тоталітарних режимах, де кар’єрне просування поставлене в залежність від повного політико-ідеологічного конформізму кандидата, особистої відданості новому лідеру, навичок кулуарних “апаратних ігор”.
Система гільдій схильна до бюрократизації, консерватизму, кадрового застою, але вона має і свої переваги. До них можна віднести урівноваженість кадрових рішень, передбачуваність можливого політичного курсу внаслідок стабільності кадрів, меншу імовірність внутрішніх конфліктів. Деякою мірою така система виправдовує себе в країнах, що перебувають на ранніх стадіях утвердження демократії